# 3e étape du Tour d'Espagne 2015
La 3e étape du Tour d'Espagne 2015 s'est déroulée le lundi 24 août 2015, entre Mijas et Malaga, sur une distance de 164,6 km. Le coureur slovaque Peter Sagan, de l'équipe Tinkoff-Saxo l'a remportée au sprint, devant Nacer Bouhanni et John Degenkolb. Esteban Chaves conserve le maillot rouge conquis la veille.

## Résultats

### Classement de l'étape
|    | Coureur          | Pays       | Équipe              |    | Temps          |
| -- | ---------------- | ---------- | ------------------- | -- | -------------- |
| 1  | Peter Sagan      | Slovaquie  | Tinkoff-Saxo        | en | 4 h 6 min 46 s |
| 2  | Nacer Bouhanni   | France     | Cofidis             |    | m.t.           |
| 3  | John Degenkolb   | Allemagne  | Giant-Alpecin       |    | m.t.           |
| 4  | Jempy Drucker    | Luxembourg | BMC Racing          |    | m.t.           |
| 5  | Nélson Oliveira  | Portugal   | Lampre-Merida       |    | m.t.           |
| 6  | Youcef Reguigui  | Algérie    | MTN-Qhubeka         |    | m.t.           |
| 7  | Mitchell Docker  | Australie  | Orica-GreenEDGE     |    | m.t.           |
| 8  | Jasper Stuyven   | Belgique   | Trek Factory Racing |    | m.t.           |
| 9  | Vicente Reynes   | Espagne    | IAM                 |    | m.t.           |
| 10 | Tom Van Asbroeck | Belgique   | Lotto NL-Jumbo      |    | m.t.           |

### Classement général
|    | Coureur            | Pays        | Équipe            |    | Temps         |
| -- | ------------------ | ----------- | ----------------- | -- | ------------- |
| 1  | Esteban Chaves     | Colombie    | Orica-GreenEDGE   | en | 8 h 4 min 1 s |
| 2  | Tom Dumoulin       | Pays-Bas    | Giant-Alpecin     | +  | 5 s           |
| 3  | Nicolas Roche      | Irlande     | Sky               |    | 15 s          |
| 4  | Daniel Martin      | Irlande     | Cannondale-Garmin |    | 24 s          |
| 5  | Joaquim Rodriguez  | Espagne     | Katusha           |    | 35 s          |
| 6  | Nairo Quintana     | Colombie    | Movistar          |    | 36 s          |
| 7  | Chris Froome       | Royaume-Uni | Sky               |    | 38 s          |
| 8  | Alejandro Valverde | Espagne     | Movistar          |    | 40 s          |
| 9  | Daniel Moreno      | Espagne     | Katusha           |    | 40 s          |
| 10 | Fabio Aru          | Italie      | Astana            |    | 47 s          |